# Erika Dobosiewicz
Erika Dobosiewicz (ur. 1967 w Warszawie, zm. 29 lub 30 marca 2023 w Meksyku) – polsko-meksykańska skrzypaczka i pedagożka muzyczna. 

## Życiorys
Pochodzi z rodziny muzycznej; jej rodzice, dziadkowie i krewni byli muzykami. Zaczęła uczyć się gry na skrzypcach jako dwunastolatka. Ukończyła studia z wyróżnieniem w Akademii Muzycznej w Warszawie w klasie prof. Zenona Bąkowskiego w 1990 roku. Była asystentką koncertmistrza orkiestry Sinfonia Varsovia. W 1992 roku wyjechała z Warszawy do Meksyku na zaproszenie dyrygenta Luisa Herrery de la Fuente na Festival Internacional de Música de Morelia. Uzyskała obywatelstwo meksykańskie na drodze naturalizacji.
Kształciła się na studiach podyplomowych w Królewskim Konserwatorium w Gandawie w latach 1994–1995 w klasie Michaiła Bezwierchnego. Uczyła się także m.in. u: Michaela Frischenschlagera, Marine Jaszwili, Olega Krysy, Grigorija Żyslina. Zajmowała się kształceniem muzycznym młodych.
Zmarła na raka jajnika z przerzutami, który zdiagnozowano u niej w 2022 roku.

## Nagrody
- I nagroda na konkursie im. Ruth Railton w Warszawie (1982)[1]
- I nagroda na konkursie im. Ruth Railton w Warszawie (1983)[1]
- nagroda specjalna na III Międzynarodowym Konkursie Młodych Skrzypków w Lublinie (1985)[1]
- I nagroda na Ogólnopolskim Konkursie Muzyki Kameralnej w Łodzi (1989)[1]
- III nagroda na Ogólnopolskim Konkursie Skrzypków im. Zdzisława Jahnkego w Poznaniu (1989)[1]
- III nagroda na I Konkursie im. Tadeusza Wrońskiego w Warszawie (1990)[1]
- wyróżnienie na Międzynarodowym Konkursie Skrzypcowym im. Henryka Wieniawskiego (1991)[1]
- I nagroda na I Międzynarodowym Konkursie Skrzypcowym im. H. Szerynga w Toluce (1992)[1]
- wyróżnienie na Międzynarodowym Konkursie Skrzypcowym im. Henryka Wieniawskiego (1996)[1]

## Dorobek artystyczny
Koncertowała m.in. w Europie, Ameryce Południowej, Japonii, Kanadzie, w jej repertuarze znalazł się m.in. z Koncert skrzypcowy D-dur op. 61 Ludwiga van Beethovena, Koncert skrzypcowy Manuela Ponce’a, Koncert na orkiestrę smyczkową Grażyny Bacewicz. Była koncertmistrzynią Orquesta Filarmónica de la Ciudad de México, Orquesta Sinfónica Nacional w latach 2007–2010. Od lutego 2022 roku była koncertmistrzynią Instituto Nacional de Bellas Artes y Literatura. Współpracowała z takimi artystami, jak np.: Enrique Bátiz, Yehudi Menuhin, Krzysztof Penderecki.

### Nagrania płytowe
- La musique mexicaine au XXe siècle, vol. II (CD, 1999)[10]
- Piramidal: Barroco Hispanoamericano (CD, 2004)[11]
- María Ponce – Concierto Para Ciolín y Orquesta, Concierto Del Sur Para Guitarra y Orquesta (CD, 2010)[12]
- Saúl Hernández(inne języki) – Mortal (CD, 2016)[13]
- Ponce Inédito (CD, 2016)[14]